# Irene Paleóloga (hija de Andrónico II)
Irene Paleóloga (en griego: Ειρήνη Παλαιολογίνα) fue una princesa bizantina, hija ilegítima del emperador Andrónico II Paleólogo y señora de Tesalia.
Su padre inicialmente hizo negociaciones entre 1304 y 1307 para casarla con algún miembro del Ilkanato persa, sin embargo esto no tuvo éxito. Irene se casó con el último gobernante bizantino de Tesalia, Juan II Ducas, probablemente en 1315, año en que se acordó el matrimonio. Juan fue mencionado como incompetente y débil; el matrimonio duró solamente tres años, dado que Juan murió en 1318 y la pareja no tuvo hijos. Se desconoce si Irene se hizo cargo del gobierno de Tesalia tras la muerte de su esposo ya que a partir de 1319 se crearon nuevos estados en sus tierras.